# Discothèque
«Discothèque» (с фр. — «Дискотека») — песня ирландской рок-группы U2, первый сингл из альбома Pop. Композиция достигла вершины во многих европейских чартах, в том числе в британском UK Singles Chart, но, несмотря на международный успех, песня получила смешанные отзывы от критиков.

## О песне
26 октября 1996 года в интернет «просочился» 30-секундный семпл песни, к 27-му декабря во «всемирной паутине» была доступна уже её полная версия, после чего U2 перенесли дату премьеры. «Discothèque» дебютировала на третьей строчке американского чарта Modern Rock Tracks, уже на следующей неделе она добрался до его вершины. 7 апреля 1997 года синглу был присвоен «золотой» статус. В хит-параде Billboard Hot 100 сингл стартовал на 10-й позиции, но уже спустя четыре недели он «вылетел» из Top-40. «Discothèque» дебютировала на первой строчке британского чарта, оставаясь на вершине в течение одной недели, и провела в этом чарте одиннадцать недель.
Версия 12" сингла несколько короче и имеет отличное от оригинала начало и вокал. На песню было сделано несколько ремиксов, один из них попал в сборник The Best of 1990–2000, выпущенный в 2002 году. Новая версия имеет более длительное вступление и насыщена ударными, звучание которых обработано в стиле техно — они также фигурируют в начале оригинальной версии песни. Группа исполняла этот вариант «Discothèque» во время турне PopMart в 1997 и 1998 годах. Отрывки «Discothèque» исполнялись U2 в первых двух этапах Elevation Tour; рок-версия песни дважды исполнялась группой в ходе Vertigo Tour на шоу в Онтарио и в Чикаго; начиная с 20 сентября 2005 года, песня не исполнялась полностью.
В 2010 году, во время европейской части турне U2 360° Tour, U2 начали добавлять фрагменты «Discothèque» в ремикшированную версию «I’ll Go Crazy If I Don’t Go Crazy Tonight» — Боно исполнял различные строчки песни в начале и в конце песни, а Эдж добавлял гитарный рифф ближе к финалу.

## Музыкальное видео
Музыкальное видео было снято французским клипмейкером Стефаном Сенауи, по его задумке — группа выступила внутри гигантского диско-шара. В клипе фигурируют несколько элементов эпохи диско, включая характерные для этого стиля танцы и отсылки к фильму «Лихорадка субботнего вечера». Также, музыканты сделали пародию на популярную диско-группу Village People, одевшись в костюмы разных профессий (по аналогии с известным клипом «Y.M.C.A.»): патрульный полицейский (Боно), байкер (Эдж), американский моряк (Адам Клейтон) и ковбой (Ларри Маллен-младший).

## Отзывы
U2 были раскритикованы некоторыми рецензентами за большое количество танцевальных ремиксов, выпущенных на би-сайдах, предполагая, что это была попытка завоевать «нишевую аудиторию». Однако Стивен Томас из Allmusic считал, что это шаг свидетельствует лишь о растущем влиянии ремиксов в музыке. В рекламных роликах автомобиля Toyota Matrix был использован ремикс песни.
Рецензент Stylus Magazine посчитал, что в 1997 году аудитория не была готова к такому треку, назвав песню великолепной («перегруженная фуззом гитара Эджа, бешеная эксплуатация ковбелла, смехотворное аутро „HUNH! HUNH! DEES-CO-TEK!“»), а видеоклип к ней — «символом того периода — очень рискованным, более чем смущающим, но по-своему удивительным и предпочтительным для недавнего hole-in-one-контента группы.»
Найдите поклонника, наблюдавшего размахивающего белым флагом Боно в Red Rocks в 1983 году, и скажите ему, что меньше чем через 15 лет парни сделают видео, в котором Боно шпилит камеру, Эдж ходит по подиуму, Адам лежит в кошачьей позе под дискотечным шаром, и вся группа наряжается в чёртовых Village People, но сначала приготовьтесь к удару в горло.

Несмотря на это, некоторые поклонники ирландцев не приняли трек. Так, фанат раннего творчества U2 Тейлор Хокинс назвал песню «барахлом» и выразил крайнее неприятие как самой песни, так и культурного слоя, который взялся представлять Боно:
Мы c братом смотрели MTV, и там говорят: «А сейчас мы представляем мировую премьеру новой песни и клипа U2». И я, такой: «Хорошо бы это было похоже на то, что они делали раньше. В том смысле, что «Achtung Baby» — это был отличный альбом, но я надеялся, что они забьют на этот свой иронический нарциссизм. И тут появляется «Discotheque», в которой мужики пляшут „Y.M.C.A.“ и всё такое». Мы с братом остались от видео в полном недоумении.

## Список композиций
| №  | Название                    | Длительность |
| -- | --------------------------- | ------------ |
| 1. | «Discothèque» (12" version) | 5:08         |
| 2. | «Holy Joe» (Garage mix)     | 4:21         |

| №  | Название                    | Длительность |
| -- | --------------------------- | ------------ |
| 1. | «Discothèque» (12" version) | 5:08         |
| 2. | «Holy Joe» (Garage mix)     | 4:21         |
| 3. | «Holy Joe» (Guilty mix)     | 5:08         |

| №  | Название                             | Remixed / additional production by | Длительность |
| -- | ------------------------------------ | ---------------------------------- | ------------ |
| 1. | «Discothèque» (DM Deep Club mix)     | David Morales and Satoshi Tomiie   | 6:58         |
| 2. | «Discothèque» (Howie B, Hairy B mix) | Howie B                            | 7:39         |
| 3. | «Discothèque» (Hexidecimal mix)      | Steve Osborne                      | 7:21         |
| 4. | «Discothèque» (DM Tec Radio Mix)     | David Morales and Satoshi Tomiie   | 3:46         |

| №  | Название                                 | Remixed / additional production by | Длительность |
| -- | ---------------------------------------- | ---------------------------------- | ------------ |
| 1. | «Discothèque» (DM Deep Club mix)         | David Morales and Satoshi Tomiie   | 6:58         |
| 2. | «Discothèque» (Hexadecimal mix)          | Steve Osborne                      | 7:21         |
| 3. | «Discothèque» (DM Deep Instrumental mix) | David Morales and Satoshi Tomiie   | 6:58         |
| 4. | «Discothèque» (radio edit)               |                                    | 4:34         |

| №  | Название                                  | Remixed / additional production by | Длительность |
| -- | ----------------------------------------- | ---------------------------------- | ------------ |
| 1. | «Discothèque» (DM Deep Extended Club mix) | David Morales and Satoshi Tomiie   | 10:04        |
| 2. | «Discothèque» (Hexadecimal mix)           | Steve Osborne                      | 7:21         |
| 3. | «Discothèque» (Studio version)            |                                    | 5:19         |
| 4. | «Holy Joe» (Guilty mix)                   |                                    | 5:08         |
| 5. | «Discothèque» (Howie B, Hairy B Mix)      | Howie B                            | 7:39         |

| №  | Название                                  | Remixed / additional production by | Длительность |
| -- | ----------------------------------------- | ---------------------------------- | ------------ |
| 1. | «Discothèque» (DM Deep Extended Club mix) | David Morales and Satoshi Tomiie   | 10:04        |
| 2. | «Discothèque» (DM Deep Beats mix)         | David Morales and Satoshi Tomiie   | 3:59         |
| 3. | «Discothèque» (DM TEC Radio mix)          | David Morales and Satoshi Tomiie   | 3:45         |
| 4. | «Discothèque» (DM Deep Instrumental mix)  | David Morales and Satoshi Tomiie   | 6:58         |
| 5. | «Discothèque» (12" version)               |                                    | 5:08         |
| 6. | «Discothèque» (David Holmes mix)          | David Holmes                       | 6:14         |
| 7. | «Discothèque» (Howie B, Hairy B mix)      | Howie B                            | 7:39         |
| 8. | «Discothèque» (Hexidecimal mix)           | Steve Osborne                      | 7:21         |

## Участники записи
- Боно - вокал
- Эдж - гитара, бэк-вокал
- Адам Клейтон - бас
- Ларри Маллен - ударные, перкуссия

## Хит-парады
| Чарт (1997)                      | Высшая позиция |
| -------------------------------- | -------------- |
| Australian ARIA Singles Chart    | 3              |
| Austrian Singles Chart           | 9              |
| Belgian Singles Chart (Flandres) | 14             |
| Belgian Singles Chart (Wallonia) | 5              |
| Canadian RPM Singles Chart       | 2              |
| Canadian RPM Alternative 30      | 1              |
| Dutch Singles Chart              | 6              |
| French Singles Chart             | 12             |
| Finnish Singles Chart            | 1              |
| German Single Charts             | 9              |
| Irish Singles Chart              | 1              |
| Italian Singles Chart            | 1              |
| New Zealand Singles Chart        | 1              |
| Norvegian Singles Chart          | 1              |

| Чарт (1997)                                       | Высшая позиция |
| ------------------------------------------------- | -------------- |
| Swedish Singles Chart                             | 2              |
| Swiss Singles Chart                               | 6              |
| UK Singles Chart                                  | 1              |
| U.S. Billboard Hot 100                            | 10             |
| U.S. Billboard Hot Dance Music/Club Play          | 1              |
| U.S. Billboard Hot Dance Music/Maxi-Singles Sales | 1              |
| U.S. Billboard Mainstream Rock Tracks             | 6              |
| U.S. Billboard Modern Rock Tracks                 | 1              |
| U.S. Billboard Top 40 Mainstream                  | 40             |

| Страна | Статус     | Дата           | Продажи |
| ------ | ---------- | -------------- | ------- |
| US     | Золотой    | 7 апреля 1997  | 500,000 |
| UK     | Серебряный | 1 февраля 1997 | 200,000 |